# E.164
E.164は、ITU-Tによる公衆交換電話網などの電話網 の電話番号計画の勧告である。「+」が頭に付けられており、「+」を除いた部分が15桁以下の電話番号として表記される。多くの国の一般の電話からは、国際電話識別番号（日本の場合は 010、米国の場合は 011、など国によって異なる）を付加してダイヤルされる。
初版と改定1版の表題は、「ISDN時代のための電話番号計画」であった。

## カテゴリー
この勧告は、3つのカテゴリーの国際交換電話網の電話番号の機能とその構造に関するものである。
Annex Aは、構造に関する追加情報とE.164番号の機能を勧告する。
Annex Bは、地理的番号のISDN呼び出しのためのネットワーク識別、サービスパラメータ、呼ぶ/関連している回線の識別、ダイヤル方法、およびアドレシングに関する情報を勧告する。使用法において異なる特定のE.164ベースのアプリケーションは別々の勧告で定義される。
番号は、15桁以下である（識別用符号を除く; 1997年より前は、12桁以下のみ許容）。
それぞれのカテゴリのための、割り当て原則とその構造を以下に示す。

### 国別割り当て電話番号
| 国番号                            | 地域番号（オプション） | 加入者番号    |
| 国番号                            | 国内電話番号           | 国内電話番号  |
| --------------------------------- | ---------------------- | ------------- |
| cc=1–3 桁                         | 最大 15-cc 桁          | 最大 15-cc 桁 |
| 国別割り当て電話番号（最大 15桁） |                        |               |

### 国際的サービス用電話番号
| 国番号                               | 国際加入者番号 |
| ------------------------------------ | -------------- |
| cc=3 桁                              | 最大 12 桁     |
| 国際的サービス用電話番号（最大15桁） |                |

### 網識別用電話番号
| 国番号                                  | 事業者識別番号 | 加入者番号   |
| --------------------------------------- | -------------- | ------------ |
| cc=3 桁                                 | x=1–4 桁       | 最大 12–x 桁 |
| 国別割り当て網識別電話番号（最大 15桁） |                |              |

### 国家連合への割り当て電話番号
| 国番号                                    | グループ識別番号 | 加入者番号 |
| ----------------------------------------- | ---------------- | ---------- |
| cc=3 桁                                   | GIC=1 桁         | 最大 11 桁 |
| 国家連合への割り当て電話番号（最大 15桁） |                  |            |

## E.164に含まれる勧告

### E.164.1
ITU-T 勧告 E.164.1は、E.164国番号と関連識別符号との予約・割当・および再利用のために手順と判断基準について解説する。
利用可能なE.164付番資源の有効で効率的な利用の基礎として評価基準と手順とを提供する。
そのような課題は課題が国際電気通信連合の需要を満たすのを保証するためのITU-TSBと適切なITU-T Study Groupの間の共同作業を必要する。
E.190に含まれた原則とE.164で詳細な付番プラン形式に従って、これらの評価基準と手順の開発がある。

### E.164.2
ITU-T 勧告 E.164.2は、国際的な非営利的な実験を行う目的のために共有されたE.164の3ケタの国番号991を一時的に応募者に割り当てる評価基準と手順とを含んでいる。

### E.164.3
ITU-T 勧告 E.164.3は、国家連合に共有されたE.164国番号の中で資源の課題と改善のための原則・評価基準・および手順について解説する。 これらの共有された国番号はITUによって割り当てられる他のすべてのE.164ベースの国番号に共存する。 共有された国番号に関する資源は、国番号とグループ識別番号と（CC+GIC）から成って、国のグループの中で構成国家が電気通信サービスを提供する能力を提供する。 TSBはCC+GICの課題に責任がある。

## ENUM
E.164電話番号は、DNSのなかのe164.arpaのENUMで使用される。例えば、+1 555 42 42 は、ドットでそれらを切り離して、e164.arpa接尾語を加えて、数を逆にすることによってホストネームに変換できる。
2.4.2.4.5.5.5.1.e164.arpa
そして、SIPのIP電話などのサービスのためのIPアドレスを調べるためにDNSを使用することができる。 代替方法はDUNDiである。（DUNDiはENUM(のP2P実装）。 DUNDiはIETFによってまだ規格化されていない。
E.163は、公衆交換電話網の電話番号について勧告した古いITU-T規格であった。アメリカ合衆国では、これが以前、ディレクトリ番号と呼ばれていた。E.163は削除されて、1997年のE.164の改定1版に組み入れた。